# Cmentarz żydowski w Zielonej Górze
Cmentarz żydowski w Zielonej Górze – został założony w 1814.

## Informacje ogólne
Cmentarz zajmuje powierzchnię 0,4 ha. Uległ dewastacji w okresie III Rzeszy i pod koniec lat 60. XX wieku. W 2003 przeszedł pod opiekę Fundacji Ochrony Dziedzictwa Żydowskiego.